# Khalilou Sall
Khalilou Sall (Saint Louis, 3 de octubre de 1926-Dakar, 16 de abril de 2008) fue un político e ingeniero senegalés, uno de los fundadores del PAI.

## Biografía
Estudió en el Lycée Pierre-de-Fermat de Toulouse y en la École spéciale de mécanique et d'électricité de París y trabajó como ingeniero en Francia, regresó a Senegal en 1957.
Por desacuerdos con Sékou Touré, fue a vivir a Bamako, Mali en 1962. Regresó en 1963.
En 1968, el presidente Léopold Sédar Senghor le encargó un proyecto ferroviario para Senegal y trabajó para el Banco Africano de Desarrollo (1971-1977)